# OpenSUSE
openSUSE（オープン・スーゼ、国際音声記号 /ˌoʊpənˈsuːzə/）は、SUSE及びその他企業等が支援するコミュニティー「openSUSEプロジェクト」によって開発されるオープンソースのLinuxディストリビューションである 。
元々はSUSEが開発するSUSE Linuxであった 。2003年のノベルによるSUSE買収後、100%オープンソースを目指して開発体制をコミュニティベースに移行。SUSE Linuxから現名称に変更した。
現在の最新版は2024年6月12日リリースのopenSUSE Leap 15.6。Leapの他にもTumbleweedと呼ばれるローリングリリースモデルを採用したプロジェクトがある 。これは最新のソフトを積極的に取り込み、リリース版のベースになる。
同社のSUSE Linux Enterpriseのソースコードを利用している 。

## 概要
openSUSEは汎用のLinuxディストリビューションである。ウェブページの閲覧、デジタルコンテンツの再生・制作、オフィスソフトなどのGUIを利用したデスクトップ用途、CUIを中心としたサーバ運用などさまざまな用途で利用することができる。
以前はSUSEが日本に進出していなかったためあまり普及していなかったが、Version 9.1から日本語版もリリースされ、現在は標準で日本語での表示や入力が可能である。
同プロジェクトはディストリビューションやツールの提供に加えて、ポータルサイトをコミュニティのために用意している。コミュニティはドキュメント・アートワークなどの作成について公開メーリングリストやIRCを通じて議論する。openSUSE Build Serviceを通じて提供されるコードを元にopenSUSEの開発を行っている。
Geeko（ギーコ）と呼ばれるカメレオンがマスコットである。geekとgecko（ヤモリ）をかけた名称で、一般公募で決定した。

## 特徴
大きな特徴はYaSTと呼ばれる(またはその後継であるYaST2)設定ツールである。ネットワークやユーザー、セキュリティなどに関するシステム設定をGUI上にて行うことができる。
YaST'系統ユーザーインターフェイスの一覧表
- Qt
- YaST2
- WebYaST
- ncurses

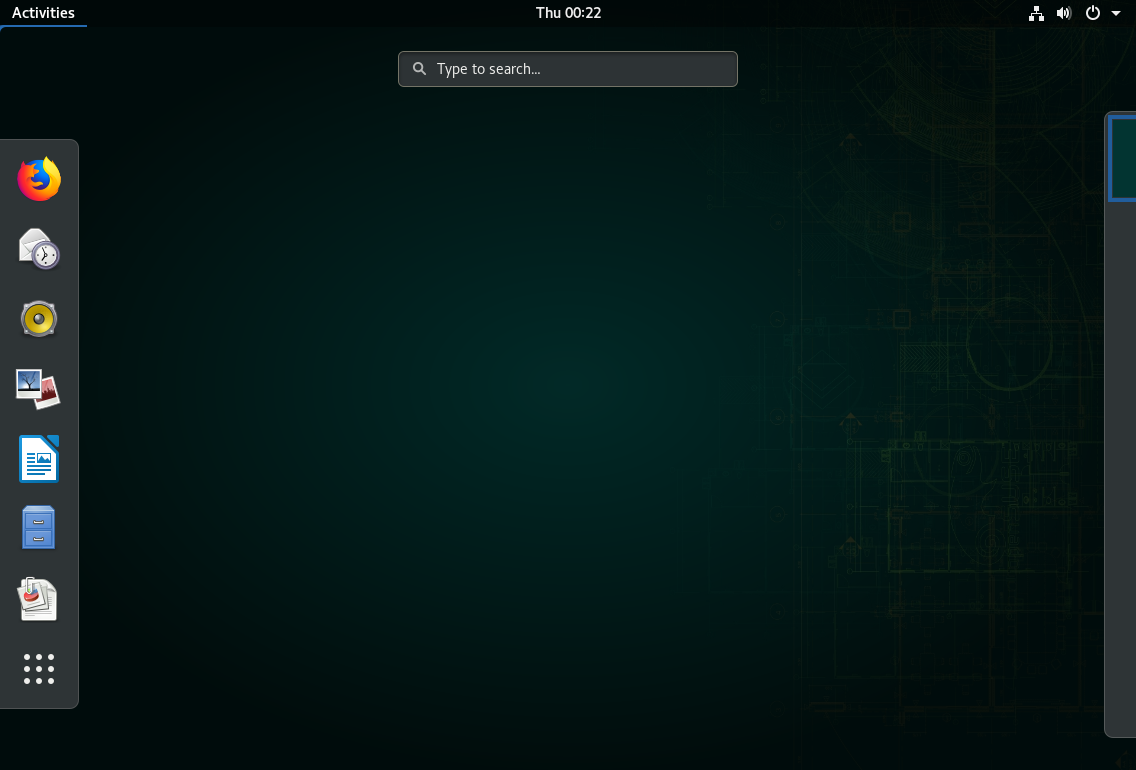
GNOME 3.26 under openSUSE 15.1. openSUSE Leap's GNOME implementation has used Wayland by default since version 15.0.

デスクトップ環境はかつてはKDEが標準であったが、現在ではKDE、GNOME、Xfceから選択できる。MATE、Enlightenment、Cinnamonも後からインストールできる。IceWMやWindow Maker、Blackbox、Twmなどのウィンドウマネージャも利用できる。
ウェブブラウザとしてFirefox、マルチメディア用ソフトとしてGNOMEではBanshee、KDEではAmarok、Kaffeineが標準で用意されている。コーデックはインストーラーには含まれていないがOSインストール後に追加でインストール可能である。オフィス用途にはLibreOfficeが用意されており、OpenDocument形式やWord/Excel/PowerPoint形式などの一般的なドキュメントファイルの編集に対応している。グラフィックス用途にはビットマップエディタとしてGIMP、ベクターエディタにはInkscapeが用意されており、さまざまな形式の画像ファイルを編集することができる。インスタントメッセンジャークライアント、メールなどの個人情報の管理を行うPIM、画像管理用ソフトも標準で含んでいる。Sambaを利用してWindowsネットワークに参加することもできる。RPM形式でのソフトウェア管理も可能であり、追加でさらに多くのソフトウェアを利用することができる。
仮想機械、例えばXen、KVMとの相性が良く、Xgl、AppArmor等の開発でも知られている。
ディストリビューションに同梱されていないオープンソースのパッケージは openSUSE 公式ソフトウェアページよりブラウザから1クリックでインストールできる。
その他、開発者への特徴として同コミュニティーはopenSUSE Build Service (OBS) と呼ばれるソフトウェアパッケージのビルド環境を提供している 。これはopenSUSEは勿論、他のディストリビューションやアーキテクチャを越えたクロスプラットホームでのビルドとパッケージ公開を可能にするウェブサービスである。

## 歴史

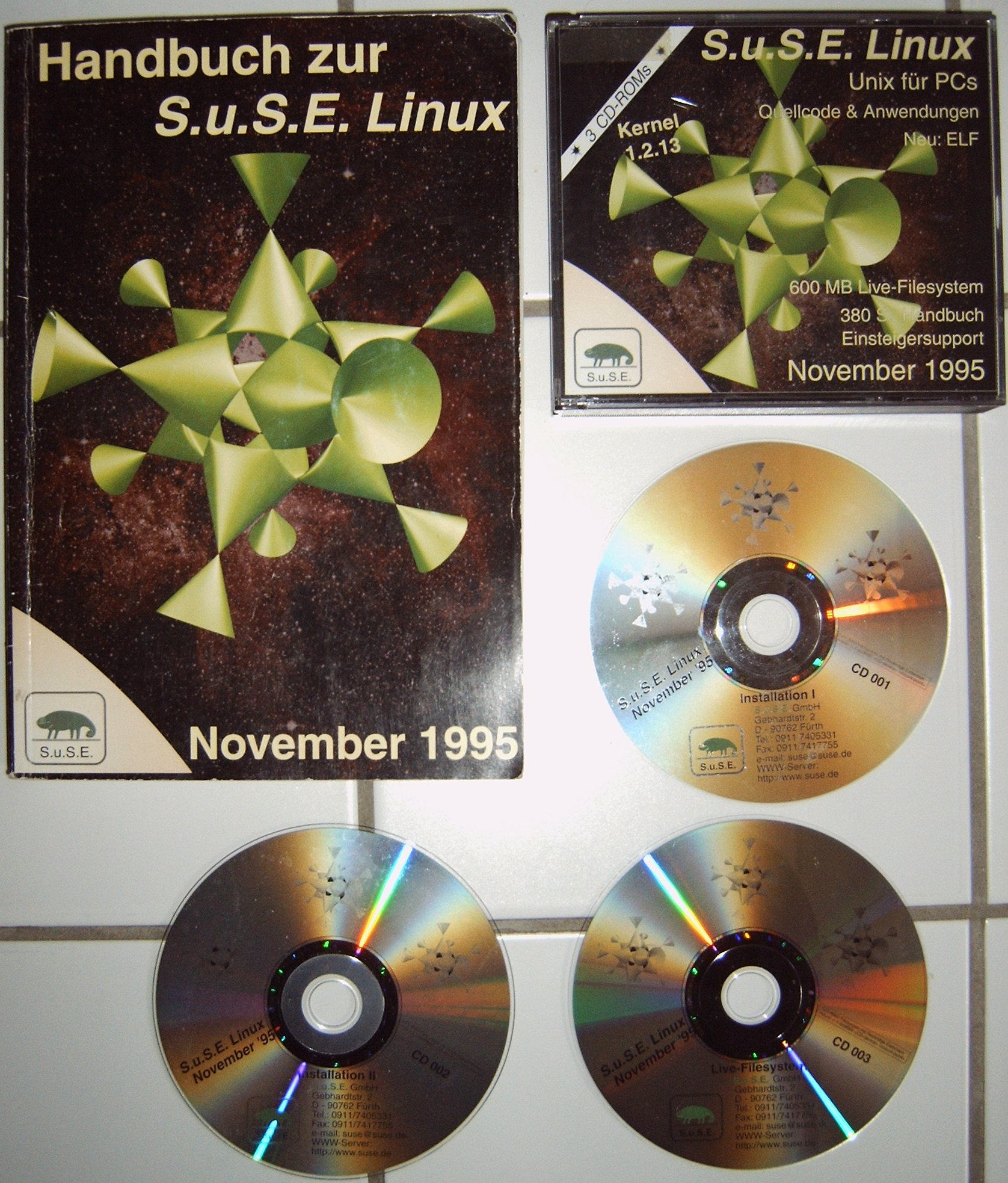
1995年12月に発売された初期のS.u.S.E. Linux（当時の表記）。マスコットのカメレオンのデザインが現在と少し違う

openSUSEの端緒は、Linuxをインターネットからダウンロードするためにおよそ50枚のフロッピーディスク(ディスケット)が必要だった1990年代頃に見ることが出来る。当時のS.u.S.E. GmbH (Gesellschaft für Software- und System-Entwicklung) はLinuxのディスケットを1つのパッケージにまとめて販売していた。また、その頃までにパトリック・フォルカーディング (Patrick Volkerding) により開発されたSlackwareディストリビューションがリリースされており、これはSuSE GmbHがドイツ語に大幅にローカライズしたインストールプロセスによってドイツ語圏において多大な人気を得ていた。それに加え、Slackware独自のインストールツールがSuSE GmbHによって開発されたYaSTによって置き換えられていた。1994年4月からSuSE Linuxパッケージのバージョン1.0はディスケットでなく（最終的には70枚を越えていた）、CDにて配布されることとなった。
1996年3月に、SuSE GmbHはSlackwareから独立した彼ら独自のディストリビューションをS.u.S.E. Linux バージョン4.2として公開するに至った。バージョン番号に関して多くの議論がなされ、バージョン1.1は受け入れられず、最終的にはダグラス・アダムズの小説銀河ヒッチハイク・ガイドに登場する「生命、宇宙、そして万物についての究極の疑問の答え」に対して答えられた42を採用することとなった。3枚のCDで構成された最初のディストリビューションには「Live-Filesystem」が含まれていた。
SuSE Linuxの販売数はバージョン4.2以降好調な伸びを見せた。当時既にLinux市場は成長段階に入っており、バージョン5以降、標準のSuSE Linuxディストリビューションをベースとして、ビジネス向けにより長いリリースサイクルとサポートを行うLinuxを供給するようSuSE GmbHに対しても要求が行われていた。しかし、このコンセプトが実現するまでは、長期リリース・アップデートサイクルと共にサポート、トレーニングサービスを受けることが出来るSUSE Linux Enterprise Serverが2000年10月31日にリリースされるまで待たなくてはならなかった。
サポートの多様化と並んで、SuSE Linuxはバージョン6.1から（それまではインテル 80386のみだったが）DECによるAlphaを、バージョン6.3からPowerPCをサポートするプラットフォームに加えた。それら2つのディストリビューションによってSuSE Linuxディストリビューションは成長を続けることとなったが、使用が一般的に広まることは無かった。その後にはAMDのAthlon 64、インテルのItanium、IBM S390 (Z-Series) についても対応が行われた。

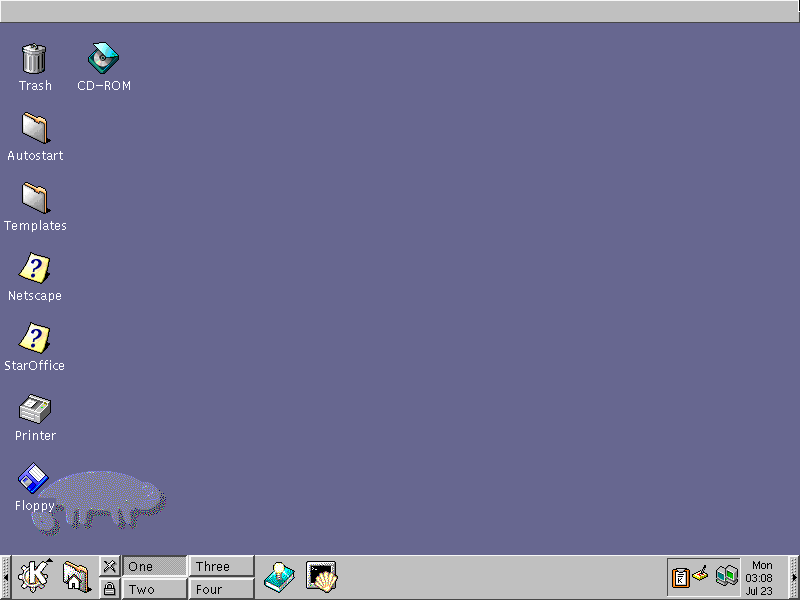
SuSE Linux 7.1, released January 24, 2001, with the older KDE 1.1.2 desktop

バージョン7.0から9.1まで、一般ユーザにはプログラム環境が限定された（それゆえ安価な）Personal Version とサーバ・開発ソフトウェアが付属するProfessional Versionという、2つのバージョンのSuSE Linuxが用意されていた。また、学生向けにCampus Version（中身はProfessional Versionと同じ）が割引価格で販売されていた。同様に、管理ハンドブックが含まれていないアップデートパッケージがProfessional Versionに対して用意されていた。
SuSE 9.1からノベルによって販売されることとなる。変更点には、FTPサーバを通じたインストールに加え2004年6月からは基本的なインストール環境が含まれているCDがインターネットからダウンロード出来るようになったことがある。CDに含まれているパッケージはFTPからはインストールすることは出来なかった。また、Professional Versionについて64ビット環境（AMD64とIA-64）向けのソフトウェアが収録されているDVDが店頭に並べられていた（SuSE 9.0の32ビット環境とは別に販売されていた）。また、SuSE Linux 9.1ではインストール・設定ツールであるYaSTがGPLにおいて公開された。ノベルによって導入された改変には、バージョン9.2以降取り入れられている、KDEもしくはGNOMEデスクトップで利用可能な独自のLive CDが重要な位置を占めている。またSuSE 9.2より初めてISOイメージで構成されたディストリビューションがダウンロード可能になった。バージョン9.3において、Campus Versionとアップデートパッケージは打ち切られ、バージョン10.0以降は1つのバージョンにまとめられている。

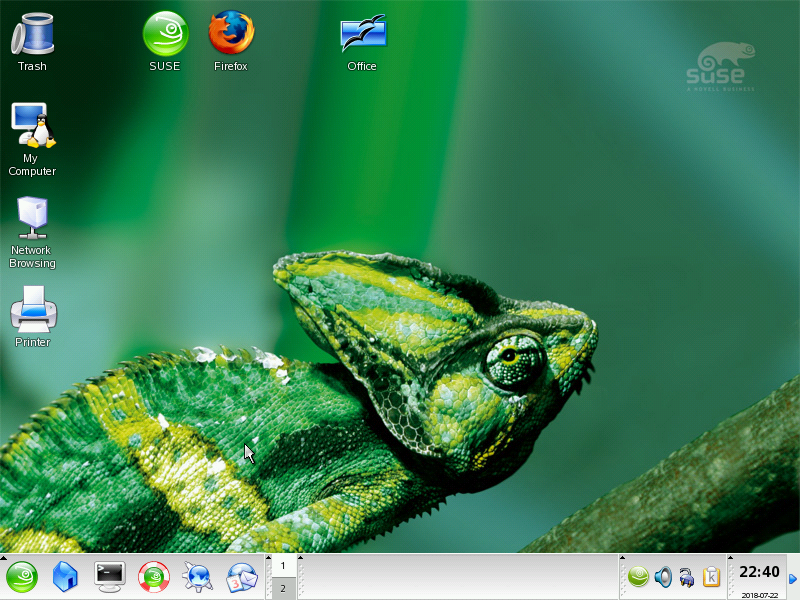
SUSE Linux 10.0

バージョン10.2でSUSE Linuxの名称はopenSUSEに公式で変更になった。その後はopenSUSEとして開発が継続され、各バージョンのリリースを行っている。
2015年の暮れから、openSUSEは、主に2つの形に分けて提供されている。このうち、Leapは、より保守的な固定リリースで、SLEに基づいたディストリビューションである。一方、Tumbleweedは、ローリングリリースのディストリビューションで、アップストリームのプロジェクトから、最新の安定版のパッケージを統合することに注力している。
2011年4月27日、Attachmateは、ノベルの取得を完了した。Attachmateは、ノベルを2つの自律的なビジネスユニットに分割した。これはノベルとSUSEである。Attachmateは、SUSEとopenSUSEプロジェクトの関係性には何の変更も加えなかった。2014年のAttachmentグループのMicro Focusとの合併後は、SUSEはそのopenSUSEへのコミットメントを再確認している。
2018年7月2日、EQT Partnersは、SUSEを取得する意図があることを宣言した。SUSEとopenSUSEの関係性についての変化は予期されていない。この取得は、openSUSEプロジェクトの創設から3度目のSUSE Linuxの取得で、2019年3月15日にクローズされた。

## インストール
x86-64のインストールメディアが公開されておりインストールするマシンのアーキテクチャにあったメディアを利用する。DVDのインストールメディアにはデスクトップ環境をはじめとした多数のパッケージが含まれる。デスクトップ環境を利用する際には、GNOME、KDE、Xfceのいずれかを選択してインストールすることができる。FTP、HTTPでインストールできるイメージ(NET)も公開されている。

## バージョン

### 概説
バージョン 10.1 までの名称は SUSE Linux であったが、バージョン 10.2 からは名称が公式に openSUSE となっている。その後、2015年末頃に登場した13.2 の後継バージョン 42.1 からは、安定性を重視した Leap と、ローリングリリースモデルを採用した Tumbleweed に分かれた形で提供されている。
openSUSE になってから Leap と Tumbleweed が登場するまでの間、Evergreen と呼ばれるコミュニティによるサポートが存在した。2020年現在、新しいバージョンへの適用はない。

### バージョン表
| 名称                                                                   | バージョン         | コードネーム    | リリース日（月、年） | サポート期限   | サポート期限 | カーネルバージョン                                    |
| 名称                                                                   | バージョン         | コードネーム    | リリース日（月、年） | 通常           | Evergreen    | カーネルバージョン                                    |
| ---------------------------------------------------------------------- | ------------------ | --------------- | -------------------- | -------------- | ------------ | ----------------------------------------------------- |
| SUSE Linux                                                             | 1.0                | N/A             | 1994年3月            | N/A            | N/A          | 1.0.0                                                 |
| SUSE Linux                                                             | 1.0.9              | N/A             | 1994年7月            | N/A            | N/A          | 1.0.9                                                 |
| SUSE Linux                                                             | 11/94              | N/A             | 1994年11月           | N/A            | N/A          |                                                       |
| SUSE Linux                                                             | 4/95               | N/A             | 1995年4月            | N/A            | N/A          | 1.2.9                                                 |
| SUSE Linux                                                             | 8/95               | N/A             | 1995年8月            | N/A            | N/A          |                                                       |
| SUSE Linux                                                             | 9/95               | N/A             | 1995年9月            | N/A            | N/A          |                                                       |
| SUSE Linux                                                             | 11/95              | N/A             | 1995年11月           | N/A            | N/A          | 1.2.13                                                |
| SUSE Linux                                                             | 4.2                | N/A             | 1996年5月            | N/A            | N/A          | 1.2.13, 1.3.93                                        |
| SUSE Linux                                                             | 4.3                | N/A             | 1996年9月            | N/A            | N/A          | 2.0.18                                                |
| SUSE Linux                                                             | 4.4                | N/A             | 1996年11月           | N/A            | N/A          | 2.0.25                                                |
| SUSE Linux                                                             | 4.4.1              | N/A             | 1997年2月            | N/A            | N/A          |                                                       |
| SUSE Linux                                                             | 5.0                | N/A             | 1997年6月            | N/A            | N/A          | 2.0.30                                                |
| SUSE Linux                                                             | 5.1                | N/A             | 1997年11月           | N/A            | N/A          | 2.0.32                                                |
| SUSE Linux                                                             | 5.2                | N/A             | 1998年3月23日        | N/A            | N/A          | 2.0.33                                                |
| SUSE Linux                                                             | 5.3                | N/A             | 1998年10月9日        | N/A            | N/A          | 2.0.35                                                |
| SUSE Linux                                                             | 6.0                | N/A             | 1998年12月21日       | N/A            | N/A          | 2.0.36                                                |
| SUSE Linux                                                             | 6.1                | N/A             | 1999年4月7日         | N/A            | N/A          | 2.2.5                                                 |
| SUSE Linux                                                             | 6.2                | N/A             | 1999年8月12日        | N/A            | N/A          | 2.2.10                                                |
| SUSE Linux                                                             | 6.3                | N/A             | 1999年11月25日       | N/A            | N/A          | 2.2.13                                                |
| SUSE Linux                                                             | 6.4                | N/A             | 2000年3月27日        | N/A            | N/A          | 2.2.14                                                |
| SUSE Linux                                                             | 7.0                | N/A             | 2000年9月27日        | N/A            | N/A          | 2.2.16                                                |
| SUSE Linux                                                             | 7.1                | N/A             | 2001年1月24日        | N/A            | N/A          | 2.2.18, 2.4.0                                         |
| SUSE Linux                                                             | 7.2                | N/A             | 2001年6月15日        | N/A            | N/A          | 2.2.19, 2.4.4                                         |
| SUSE Linux                                                             | 7.3                | N/A             | 2001年10月13日       | N/A            | N/A          | 2.4.10                                                |
| SUSE Linux                                                             | 8.0                | N/A             | 2002年4月22日        | N/A            | N/A          | 2.4.18                                                |
| SUSE Linux                                                             | 8.1                | N/A             | 2002年9月30日        | N/A            | N/A          | 2.4.19                                                |
| SUSE Linux                                                             | 8.2                | N/A             | 2003年4月7日         | N/A            | N/A          | 2.4.20                                                |
| SUSE Linux                                                             | 9.0                | N/A             | 2003年10月25日       | N/A            | N/A          | 2.4.21                                                |
| SUSE Linux                                                             | 9.1                | N/A             | 2004年4月23日        | 2006年6月30日  | N/A          | 2.6.4                                                 |
| SUSE Linux                                                             | 9.2                | N/A             | 2004年10月25日       | 2006年10月31日 | N/A          | 2.6.8                                                 |
| SUSE Linux                                                             | 9.3                | N/A             | 2005年4月16日        | 2007年4月30日  | N/A          | 2.6.11.4                                              |
| SUSE Linux                                                             | 10.0               | Prague          | 2005年10月6日        | 2007年11月30日 | N/A          | 2.6.13                                                |
| SUSE Linux                                                             | 10.1               | Agama Lizard    | 2006年5月11日        | 2008年5月31日  | N/A          | 2.6.16.13                                             |
| openSUSE                                                               | 10.2               | Basilisk Lizard | 2006年12月7日        | 2008年11月30日 | N/A          | 2.6.18                                                |
| openSUSE                                                               | 10.3               | N/A             | 2007年10月4日        | 2009年10月31日 | N/A          | 2.6.22                                                |
| openSUSE                                                               | 11.0               | N/A             | 2008年6月19日        | 2010年6月26日  | N/A          | 2.6.25                                                |
| openSUSE                                                               | 11.1               | N/A             | 2008年12月18日       | 2011年1月14日  | 2012年4月    | 2.6.27                                                |
| openSUSE                                                               | 11.2               | Emerald         | 2009年11月12日       | 2011年5月12日  | 2013年11月   | 2.6.31                                                |
| openSUSE                                                               | 11.3               | Teal            | 2010年7月15日        | 2012年1月16日  | N/A          | 2.6.34                                                |
| openSUSE                                                               | 11.4               | Celadon         | 2011年3月10日        | 2012年11月5日  | 2015年7月    | 2.6.37                                                |
| openSUSE                                                               | 12.1               | Asparagus       | 2011年11月16日       | 2013年5月15日  | N/A          | 3.1.0                                                 |
| openSUSE                                                               | 12.2               | Mantis          | 2012年9月5日         | 2014年1月15日  | N/A          | 3.4.6                                                 |
| openSUSE                                                               | 12.3               | Dartmouth       | 2013年3月13日        | 2015年1月1日   | N/A          | 3.7.10                                                |
| openSUSE                                                               | 13.1               | Bottle          | 2013年11月19日       | 2016年2月3日   | 2016年11月   | 3.11.6                                                |
| openSUSE                                                               | 13.2               | Harlequin       | 2014年11月4日        | 2017年1月16日  | N/A          | 3.16.6                                                |
| openSUSE Leap                                                          | 42.1               | Malachite       | 2015年11月4日        | 2017年5月17日  | N/A          | 4.1.12                                                |
| openSUSE Leap                                                          | 42.2               | N/A             | 2016年11月16日       | 2018年1月26日  | N/A          | 4.4                                                   |
| openSUSE Leap                                                          | 42.3               | N/A             | 2017年7月26日        | 2019年6月30日  | N/A          | 4.4                                                   |
| openSUSE Leap                                                          | 15.0               | N/A             | 2018年5月25日        | 2019年12月3日  | N/A          | 4.12                                                  |
| openSUSE Leap                                                          | 15.1               | N/A             | 2019年5月22日        | 2020年11月22日 | N/A          | 4.12 (4.19のグラフィック関連のサポートをバックポート) |
| openSUSE Leap                                                          | 15.2               | N/A             | 2020年7月2日         | 2021年12月31日 | N/A          | 5.3.18                                                |
| openSUSE Leap                                                          | 15.3               | N/A             | 2021年6月2日         | 2022年11月30日 | N/A          | 5.3.18                                                |
| openSUSE Leap                                                          | 15.4               | N/A             | 2022年6月8日         | 2023年12月31日 | N/A          | 5.14.21                                               |
| openSUSE Leap                                                          | 15.5               | N/A             | 2023年6月7日         | 2024年12月31日 | N/A          | 5.14.21                                               |
| openSUSE Leap                                                          | 15.6               | N/A             | 2024年6月12日        | 未定           | N/A          | 6.4                                                   |
| openSUSE Leap                                                          | 16.0               | N/A             | N/A                  | N/A            | N/A          | N/A                                                   |
| openSUSE Tumbleweed                                                    | ローリングリリース | N/A             | ローリングリリース   | N/A            | N/A          | 最新安定版                                            |
| 凡例サポート終了サポート中現行バージョン最新プレビュー版将来のリリース |                    |                 |                      |                |              |                                                       |

### サポート状況
以下にそれぞれのバージョンのサポート状況をグラフで示す。

## 必要環境
openSUSE Leap 15.1は、64ビットのx86-64機で動作する。
以下に、openSUSEの基本的な機能を利用する際に最低限推奨される条件を示す。
- Pentium 4 1.6GHz以上のCPU (Pentium 4 2.4GHz以上、もしくは任意のAMD64/Intel64 CPU)
- 1GB以上のRAM（2GB以上を推奨）
- 最小限のシステムで3GB、デスクトップ環境などを含むスタンダードなシステムで5GBのハードディスクドライブまたはソリッドステートドライブの空き容量

## 派生版

Slackware 系統樹

※openSUSE派生版一覧に掲載され、パッケージ管理等が同様のもの
| 配布版                        | 説明 |
| ----------------------------- | --- |
| SUSE Linux Enterprise Desktop | SUSE Linux Enterprise Serverのデスクトップ版。                                                              |
| SUSE Linux Enterprise Server  | テスト済みのopenSUSEを母体にして安定させた。商用。                                                          |
| SUSE Studio                   | openSUSE, SUSE Linux Enterprise Server 用に提供された、オンラインアプライアンス作成ツール、サービスである。 |

### その他の派生版
- United Linux - SUSE Enterprise Linuxを母体にSUSE、TurboLinux、カルデラ(現:SCO)、Connectiva（後のMandriva）の4社にて共同開発。
- Open Enterprise Server - SUSE Linux Enterprise Server (SLES) を母体に開発された。